# Río Yemets
El río Yemets (del ruso: Емец) es un río del óblast de Tiumén, en Rusia. Es un afluente por la derecha del río Vagái, que lo es del río Irtish, y éste a su vez del río Obi, a cuya cuenca hidrográfica pertenece.

## Geografía
Su curso tiene una longitud de 132 km y su cuenca cubre una superficie de 3 010 km². Nace a 115 m sobre el nivel del mar, en el lago Istoshino. Se dirige hacia el norte a través de Istoshino, el lago Travnoye y Bosognovka, Lugovaya, Turlaki, Bolshiye Chirki, Srédniye Chirki, Melkozerova, Razhevo, Kozlovka, Zemliánaya, Brovanova, Skarednaya, Medvédevo, Kultyreva, Krupinina, Kuznetsova, Golyshmánovo, Sadovshchikova, Shulyndino y Mokrushina, tras lo que desemboca a 75 m de altura en el Vagái, a 425 km de su desembocadura en el Irtish en Vagái.

## Afluentes
- Río Jmelevka (derecha)
- Svinuja (derecha)
- Shubinka (izquierda)
- Cheremshanka (derecha)
- Katyshka (izquierda)
- Mutovka (izquierda)
- Bystraya (izquierda)
- Openovka (derecha)
- 102 km: Mali Yemets (derecha)
- 107 km: Chirok (izquierda)